# Inmigración croata en Alemania
Los Germano-croatas son los ciudadanos de ascendencia croata que tienen la ciudadanía alemana y/o los croatas que viven en Alemania.

## Demografía
De acuerdo a la Oficina de Estadísticas de Alemania en Wiesbaden, para el año 2007 225.309 Ciudadanos de ascendencia croata con nacionalidad alemana vivían en Alemania. Según los datos provenientes de las parroquias e instituciones eclesiásticas hay cerca de entre 310.000 a 350.000 ciudadanos y/o descendientes de ciudadanos croatas viviendo en Alemania.

## Cifras de croatas

### En Alemania por año
- 2006: 227.510
- 2005: 228.926
- 2004: 229.172
- 2003: 236.570
- 2002: 230.987
- 2001: 223.819
- 1994: 176,251
- 1993: 153.146

### Por estado federal
Nota: Al año 2005
| Cifras de Germano-croatas en cada estado federal |                                   |          |
| #                                                | Estado federal                    | Personas |
| 1.                                               | Baden-Württemberg                 | 77.461   |
| 2.                                               | Baviera                           | 51.237   |
| 3.                                               | Berlín                            | 11.517   |
| 4.                                               | Brandemburgo                      | 259      |
| 5.                                               | Bremen                            | 950      |
| 6.                                               | Hamburgo                          | 4.966    |
| 7.                                               | Hesse                             | 31.207   |
| 8.                                               | Mecklemburgo-Pomerania Occidental | 222      |
| 9.                                               | Baja Sajonia ¹                    | 6.424    |
| 10.                                              | Renania del Norte-Westfalia       | 36.488   |
| 11.                                              | Renania-Palatinado                | 7.243    |
| 12.                                              | Sarre                             | 634      |
| 13.                                              | Sajonia                           | 253      |
| 14.                                              | Sajonia-Anhalt                    | 177      |
| 15.                                              | Schleswig-Holstein                | 1.753    |
| 16.                                              | Turingia                          | 95       |

¹31 de diciembre de 2007

### Ciudades
Nota: Al año 2005
| Cifras de Germano-croatas en aglomeraciones urbanas importantes de Alemania |          |
| Ciudad                                                                      | Personas |
| Múnich                                                                      | 24,866   |
| Stuttgart                                                                   | 13,386   |
| Fráncfort del Meno                                                          | 12,408   |
| Berlín                                                                      | 11,517   |
| Mannheim                                                                    | 6,555    |
| Hamburgo                                                                    | 4,585    |
| Düsseldorf ¹                                                                | 3,550    |
| Núremberg                                                                   | 3,392    |
| Hannover ³                                                                  | 3,102    |
| Colonia                                                                     | 2,854    |
| Karlsruhe                                                                   | 2,423    |
| Augsburgo ³                                                                 | 2,237    |
| Offenbach am Main                                                           | 1,999    |
| Essen ²                                                                     | 1,944    |
| Pforzheim ¹                                                                 | 1,481    |
| Wiesbaden                                                                   | 1,263    |
| Ulm                                                                         | 1,107    |
| Darmstadt ¹                                                                 | 751      |
| Heidelberg                                                                  | 326      |

¹31. diciembre de 2004,
²30. junio de 2006,
³31. diciembre de 2007